# Nokia Asha 302
Il Nokia Asha 302 è un feature phone della Nokia.
È stato presentato il 27 febbraio 2012 al Mobile World Congress di Barcellona insieme ad altri due modelli della serie Asha: il 202 e il 203. Questo terminale è uscito in Italia il 19 marzo 2012 al prezzo di 129,90 €.